# ダンジョンズ&ドラゴンズ第5版
ダンジョンズ&ドラゴンズ第5版(ダンジョンズ アンド ドラゴンズ だいごはん、Dungeons & Dragons 5th Edition)は、テーブルトークRPG(TRPG)、『ダンジョンズ&ドラゴンズ』(D&D)のルールヴァリエーションの1つである。アメリカ合衆国でウィザーズ・オブ・ザ・コースト(WotC)社により2014年に発売され、日本でも株式会社ホビージャパンによって2017年末より翻訳発売された。

## 概要
2008年に発表された『D&D第4版』は従来のTRPGに比してタクティカルな側面が強調されたシステムとなり、またアラインメントが従来の9種から5種に変更されるなど背景世界の手触りも異なるものとなっていた。オンライン事業とのシナジーも企図されていたが、やや性急な商品展開と従来の3.5版サポートの打ち切りによりユーザー層の多くに戸惑いがみられる出発であった。
そうした状況の中、Open Game License準拠の3.5系列のライセンス作品『パスファインダーRPG』が2009年に発売され、これが第4版を上回る人気を博すヒットとなった為、4版に移行したユーザと3.5版系列のパスファインダーRPGを好むユーザーとの間に分断が起こり、「版間戦争 (Edition Wars)」と呼ばれる状況を招いた。(但し、パスファインダーRPGの展開が相当に遅れた日本国内の状況はこれとは大幅に異なる。)
このため、WotC社は2012年から『D&D Next』と題した次期ヴァージョンの開発を発表、この際、ユーザーへの公開プレイテストを行い、この結果を十分に加味した開発過程を採る事がアナウンスされた。この公開プレイテストから発売までの流れ、また「ベーシック・ルール」の無料公開(後述)といった戦略はほぼパスファインダーRPGの開発時と同様の過程を採ったものである。
第5版の基本ルールブックは2014年の夏から年末にかけて発売されたが、RPG関連事業の人員を大幅整理していた事情や、こうした「失地回復エディション」としての使命もあり、当初WotC社は北米や英・豪等の英語圏以外での展開には積極的でなく、Gale Force Nine社(GF9)への海外・多言語業務の委託体制が整うまでの数年間は非英語版での展開はされなかった。
2017年末よりホビージャパン(HJ)が日本での発売元となり刊行されたが、HJはWotCからこのGF9を挟んだ孫請け関係にあたっていた。2020年11月、WotCは事業再編によりGF9とのパートナーシップ関係を見直し、両者は一時訴訟関係となった。この訴訟は2021年2月に和解となったが、同年10月、HJは日本語版の刊行途絶を発表し、2022年6月30日をもって、ホビージャパンによる日本語展開が終了した。
それから一カ月後の2022年7月29日、ウィザーズ・オブ・ザ・コースト日本支社が新たに日本語版公式サイトを公開し、同社が日本国内でのD&D製品の翻訳と出版を直接取り扱う旨が告知され、同年12月16日よりウィザーズ社が新刷した製品の販売が開始された。
2021年10月のオンラインイベントでWotCは2024年に「コアブックの新しいバージョン」を計画していると発表。2022年10月から『ONE D&D』のプロジェクト名でユーザーへの公開プレイテストを開始した。これが正式に発売された際に第5版の改訂版となるのか全く新しい第6版という扱いになるのかは不透明だが、公開されているテストバージョンでは基幹のルールシステムは従来の第5版とほぼ同一となっている

## ルール面の特徴
第5版では冒険者がゲーム中に行うことができる活動を、探検・社交的やり取り・戦闘の3種に大別するというコンセプトで作られており、ルールやデータはこの3つを表現するためのものとして用意されている。全体的に「軽く、扱い易い」システムを目指して設計されており、過去の版(特に第3版とベーシック/クラシック系列)への先祖返りも多く見られる。
- スキル、武器習熟、セーヴィング・スロー他のキャラクタースペックは共通するひとつの習熟ボーナスの元に統合されたような形であり、この習熟ボーナス獲得がレベル上昇とほぼ同義となっている。
- 特技はレベル上昇時の能力値上昇と引き替えに得る事が出来るものとなり、常時小さなボーナスが与えられるような内容のものは廃され、特定の状況下で大きなボーナスが得られる性格のものとなった。
- セービング・スローは6種類の能力値に対応するものと改められた。
- 頑健、反応、意志など種々あった防御値は廃止され、最も古くからあるアーマークラスとセービング・スローの二つに再統合された。
- 第4版の起動型特殊能力・「パワー」システムは廃止され、より単純なクラス技能の獲得という形に巻き戻った。
- 呪文を扱うクラスの、「呪文準備と発動」のシステムも過去の版に基づいたものに戻った。
- 第4版の回復力ルールは廃止され、小休憩時にヒットダイスに基づいたダイスロールにより回復値が決まるようになった。

これら「先祖返り」な部分だけではなく、もちろん第5版から導入された新しいシステムもある。そのうち、ゲームプレイに大きく影響を与えるものとして「有利・不利」のルールと、「インスピレーション」のルールがある。
「有利・不利」のルールは、通常のd20ロールの際に有利な状況もしくは不利な状況ならば、d20を二つ同時に振るというもの。有利な状況下では高い方の出目を、不利な状況下では低い出目を採用する。またこの有利・不利の判断要素が複数ある場合はそれぞれ打ち消し合うという仕組み。第4版までのルールではキャラクターの状態や周囲環境によって判定値にボーナス/ペナルティがつけられていたが、それらの多くが有利・不利のルールに置き換えられ、ゲーム中において数値を計算する頻度が減った。
「インスピレーション」のルールは、プレイヤーがキャラクターのロールプレイに冴えを見せたような場合にDM権限で配布される特典ポイントである。プレイヤーは所持しているインスピレーション消費することで、判定の状況を「有利」にすることができる。またインスピレーションはロールプレイを介することでプレイヤー間での譲渡も出来る。インスピレーションは一種のロールプレイ推奨・報酬システムであり、この為にキャラクターの背景を設定しておく事も推奨されている。この配布頻度はあくまで個々のDMの匙加減に委ねられており、これを大盤振る舞いするか絞るかでシナリオの難易度を変えるようなマスタリングも可能。

### ベーシック・ルール
「基本ルール」とは異なることに留意。第5版ではシステムの根幹部分およびごく基本的な種族やクラスはオンラインのpdfファイルとして無料公開されており、商品を購入していないユーザでも「お試し版」もしくは「カジュアルなセッション参加用」ルールとして使用する事が出来る。これらのファイルは、上述の通り海外展開が不透明だった2014年に日本のユーザ有志により翻訳され、ホビージャパンのウェブサイトで配布が開始された。後に著作権処理の不備(?)によりサイトから取り下げられていた時期もあったが、2018年末以後再び公開された。2022年12月に日本国内でのD&Dの取り扱いがホビージャパンからウィザーズ・オブ・ザ・コースト日本支社に移管されたことにより、2023年11月30日をもってホビージャパン社のウェブサイトからD&Dの記事が削除された際にベーシック・ルール日本語版のPDFファイルもダウンロードできなくなったが、2024年6月18日よりウィザーズ・オブ・ザ・コースト日本支社のD&D公式サイトで再び入手可能となった。なお、ウィザーズ・オブ・ザ・コースト日本支社から発売された新しいスターター・セットにはベーシック・ルール日本語版が紙の書籍として同梱されている。。

## ラインナップ
<HJ>とついている製品はホビージャパン社から日本語書籍として出版されたもの、<WotC>とついている製品はウィザーズ・オブ・ザ・コースト社から日本語版が出版されたものとなる。
英語でのみ書かれているものは日本では未訳のもの。en:List of Dungeons & Dragons rulebooksも参照。

### 基本ルールブック
プレイヤーズ・ハンドブック/Player's Handbook (PHB)　<HJ><WotC>
モンスター・マニュアル/Monster Manual (MM)　<HJ><WotC>
ダンジョン・マスターズ・ガイド/Dungeon Master's Guide (DMG)　<HJ><WotC>

### 拡張ルールブック
ザナサーの百科全書/Xanathar's Guide to Everything　<HJ><WotC>
後述のUnearthed Arcanaより好評だった追加ルール・データをまとめた内容。
ヴォーロのモンスター見聞録/Volo's Guide to Monsters　<HJ>
追加モンスターデータ。実質MM2。
モルデンカイネンの敵対者大全/Mordenkainen's Tome of Foes　<HJ>
追加モンスターデータ。実質MM3。
ターシャの万物釜/Tasha's Cauldron of Everything　<WotC>
追加ルール・データ集。
フィズバンと竜の宝物庫/Fizban's Treasury of Dragons　<WotC>
ドラゴンに焦点を当てたデータ集。

### キャンペーン・ガイド
ソード・コースト・冒険者ガイド/Sword Coast Adventurer's Guide　<HJ>
フォーゴトン・レルム世界のうち、フェイルーン大陸西海岸地域に対象を絞ったガイド。同世界を舞台とするコンピュータゲームやドリッズト・ドゥアーデンを主人公とする小説で扱われる地域とほぼ重なる。
Guildmasters' Guide to Ravnica
WotC社の主力商品であるトレーディングカードゲーム(TCG)、マジック:ザ・ギャザリング(MtG)の物語世界のうちの一つ、"ギルドの都"「ラヴニカ次元」を用いてD&Dセッションを行う為のガイド。
Acquisitions Incorporated
コンヴェンションやポッドキャスト、動画サイト等で展開されているセッション配信シリーズの設定ガイド及びファンブック。
エベロン冒険者ガイド 最終戦争を超えて/Eberron: Rising from the Last War　<HJ>
第3.5版以後物理出版ベースで公式にサポートされて来たキース・ベイカー作のエベロン世界のマテリアル。
Explorer's Guide to Wildemount
動画配信ウェブシリーズ"Critical Role"のキャンペーン設定。但し他社から出た第1弾("Tal'Dorei Campaign Setting")の続編となる。
Mythic Odysseys of Theros
MtGの物語世界。
Van Richten's Guide to Ravenloft
Strixhaven: A Curriculum of Chaos
MtGの物語世界。

### シナリオ集
Hoard of the Dragon Queen
The Rise of Tiamat
Tyranny of Dragons
上記2冊の合本、調整板
Princes of the Apocalypse
Out of the Abyss
Curse of Strahd
AD&D第1版のI6 Ravenloftモジュールとして登場し、以後人気キャンペーン設定となったRavenloftのメインストーリーの第5版対応リメイク。トレイシー・ヒックマン作。
Storm King's Thunder
大口亭綺譚/Tales from the Yawning Portal　<HJ>
シナリオ過去作の第5版リメイクのオムニバス。
魂を喰らう墓/Tomb of Annihilation　<HJ>
AD&D第1版モジュールS1 恐怖の墓所/Tomb of Horrorsおよびその関連作への精神的続編。
ウォーターディープ：ドラゴン金貨を追え/Waterdeep: Dragon Heist　<HJ>
ウォーターディープ：狂える魔道士の迷宮/Waterdeep: Dungeon of the Mad Mage　<HJ>
Ghosts of Saltmarsh
AD&D第1版のU1シリーズモジュール(en:The Sinister Secret of Saltmarsh以後を参照)、およびその続編の第5版対応リメイク。
バルダーズ・ゲート：地獄の戦場アヴェルヌス/Baldur's Gate: Descent Into Avernus　<HJ>
コンピュータRPGバルダーズ・ゲート第三作(2020年発売)の前日譚となるキャンペーン。
Spelljammer: Adventures in Space
アイスウィンド・デイル：凍てつく乙女の詩/Icewind Dale: Rime of the Frostmaiden
予定されていた日本語版は発売取り止めとなった。
Candlekeep Mysteries
ウィッチライトの彼方へ/The Wild Beyond the Witchlight　<WotC>
レイディアント・シタデル：光の城塞より/Journey Through the Radiant Citadel　<WotC>
ドラゴンランス：女王竜の暗き翼/Dragonlance Shadow of the Dragon Queen　<WotC>
Phandelver and Below: The Shattered Obelisk
Planescape: Adventures in Multiverse
The Book of Many Things
Vecna: Eve of Ruin
Quests from the infinite staircase

### 入門向けセット
簡易ルール集と入門向けシナリオのセットとして販売された製品群で、同梱されたシナリオについては基本ルールブックを購入せずともプレイできる。
スターター・セット/Starter Set　<HJ>
入門シナリオ『ファンデルヴァーの失われた鉱山/Lost Mine of Phandelver』を同梱。
D&Dスターター・セット：竜たちの島ストームレック/D&D Starter Set: Dragons of Stormwreck Isle　<WotC>
2022年に刷新された新スターター・セット。同梱シナリオは『竜たちの島ストームレック/Dragons of Stormwreck Isle』に差し替えられている。
デラックス・プレイボックス/Dungeons & Dragons Essentials Kit　<WotC>
入門シナリオ『アイススパイア山の竜/Dragon of Icespire Peak』を同梱。簡易ルール集にはスターター・セットよりも細かいルールが記載されており、スターター・セットを体験した次のステップと位置付けられている。
Stranger Things Dungeons & Dragons Roleplaying Game Starter Set
入門シナリオHunt For The Thessalhydraを同梱。作中にD&Dセッション等がしばしば登場するドラマシリーズ「ストレンジャー・シングス」とのコラボレーション。WotCの親会社、ハズブロ社による発売・流通。
Dungeons & Dragons vs. Rick and Morty

### デジタルフォーマット
Unearthed Arcana
WotC社のD&Dサイトで公開。随時発表される追加ルールやデータ、設定のpdfダウンロード。第5版ではパワーインフレやサプリメントの洪水を防ぐ為、これらの内容のものはまずプレイテストマテリアルとして公開される。各10ページ未満が大半で1～2月に1回程度不定期更新。
DM's Guild
海外RPGのデジタル販売サイト、"DriveThruRPG"との技術提携により、第5版サードパーティーのマテリアルが有料販売されている。内容は公式・準公式のものから同人程度のものまで様々。
D&D Beyond
2017年より運営開始された公式のツールセット。World of Warcraftの攻略wikiやGamepdiaの運営で知られるCurse, Inc.への業務委託。ルールや用語、世界設定のリファレンスやデジタルキャラクターシート、キャラクタービルダー等を提供。
オンラインセッション支援ソフト
英語圏で普及している"Roll20"、"Fantasy Grounds"という二つの他社製ソフトウェアへの有料プラグインとして基本ルール各種およびシナリオ集各種がライセンスされている。

## アクセサリー

### ゲームアクセサリー
アクセサリー類の大半はGF9社による開発・発売。日本語版はホビージャパン社により翻訳販売されていた。
ダンジョンズ＆ドラゴンズ ダンジョン・マスターズ・スクリーン
魂を喰らう墓 ダンジョン・マスターズ・スクリーン
呪文カード
秘術、バード、クレリック、ドルイド、武勇と種族、パラディン、レンジャーの7種。
ウォーターディープ ドラゴン金貨を追え ダンジョン・マスターズ・スクリーン
ウォーターディープ：狂える魔道士の迷宮 ダンジョン・マスターズ・スクリーン
バルターズ・ゲート：地獄の戦場アヴェルヌス ダンジョン・マスターズ・スクリーン

### ミニチュア
2017年から、米Wizkids社が、第5版対応公式プラスチックミニチュアを展開中。未塗装の「Nolzur's Marvelous Miniatures」シリーズと、塗装済みの「Icons of the Realms」シリーズがある。日本国内ではフリージアエンタープライズが2019年から輸入・販売を行っている。

### ミニチュア用塗料
2018年、デンマークのThe Army Painter社が、GF9のライセンスを受け、自社の水溶性ミニチュア用塗料をD&D向けに特化させた「Nolzur's Marvelous Pigments」シリーズを発売した。こちらもフリージアエンタープライズが輸入・販売を行っている。

## コミックス書籍
2019年末、KADOKAWA(アスキー・メディアワークス)からIDW社製アメリカン・コミックスのD&D関連タイトルの日本語版が出版された。これらは本国と出版時期の隔たりがあり、ロゴの相違や付録のRPGシナリオから解る通り『ネヴァーウィンター～』『影の疫病』はD&Dが第4版の時代に展開されていたもの。
- ダークエルフ物語
  - 『DUNGEONS & DRAGONS ダークエルフ物語外伝 ネヴァーウィンター物語』 ISBN 978-4-0491-2615-0
  - 『DUNGEONS & DRAGONS ダークエルフ物語１　〈故郷、メンゾベランザン〉』 ISBN 978-4-0491-3189-5
  - 『DUNGEONS & DRAGONS ダークエルフ物語２　〈異郷、アンダーダーク〉』 ISBN 978-4-0491-3190-1

- 第4版
  - 『DUNGEONS & DRAGONS 影の疫病』 ISBN 978-4-0491-2616-7
  - 『DUNGEONS & DRAGONS 初めての出会い』 ISBN 978-4-0491-2619-8
  - 『DUNGEONS & DRAGONS 下へ、下へ』 ISBN 978-4-0491-3192-5

- バルダーズ・ゲート
  - 『DUNGEONS & DRAGONS バルダーズゲートの伝説』 ISBN 978-4-0491-2617-4
  - 『DUNGEONS & DRAGONS バルダーズゲートの伝説2 吸血鬼の影』 ISBN 978-4-0491-2618-1
  - 『DUNGEONS & DRAGONS バルダーズゲートの伝説3 フロスト・ジャイアントの怒り』 ISBN 978-4049131932
  - 『DUNGEONS & DRAGONS バルダーズゲートの伝説4 災いのバルダーズゲート』 ISBN 978-4049131949

- ドラゴンランス
  - 『DUNGEONS & DRAGONS ドラゴンランス 秋の黄昏の竜』 ISBN 978-4-04-912620-4
  - 『DUNGEONS & DRAGONS ドラゴンランス　〈英雄ヒューマの伝説〉』 ISBN 978-4-0491-3195-6

- パスファインダーRPG
  - 『パスファインダー VOLUME ONE 冥き水の隆盛』 ISBN 978-4-04-912621-1
  - 『パスファインダー VOLUME TWO 歯と爪』 ISBN 978-4-0491-3187-1

第5版時代以降展開されている他のコミックスには"Critical Role Vox Machina" (2017-, 動画配信シリーズCritical Roleのスピンオフ、これのみダークホース社製)や"Evil at the Baulder's Gate" (2018-, 『バルダーズゲートの伝説』続編)、"Rick and Morty vs. Dungeons & Dragons" (2018, シチュエーション・コメディの『リック・アンド・モーティ』とのコラボレーション)がある。